# Jacky Spelter

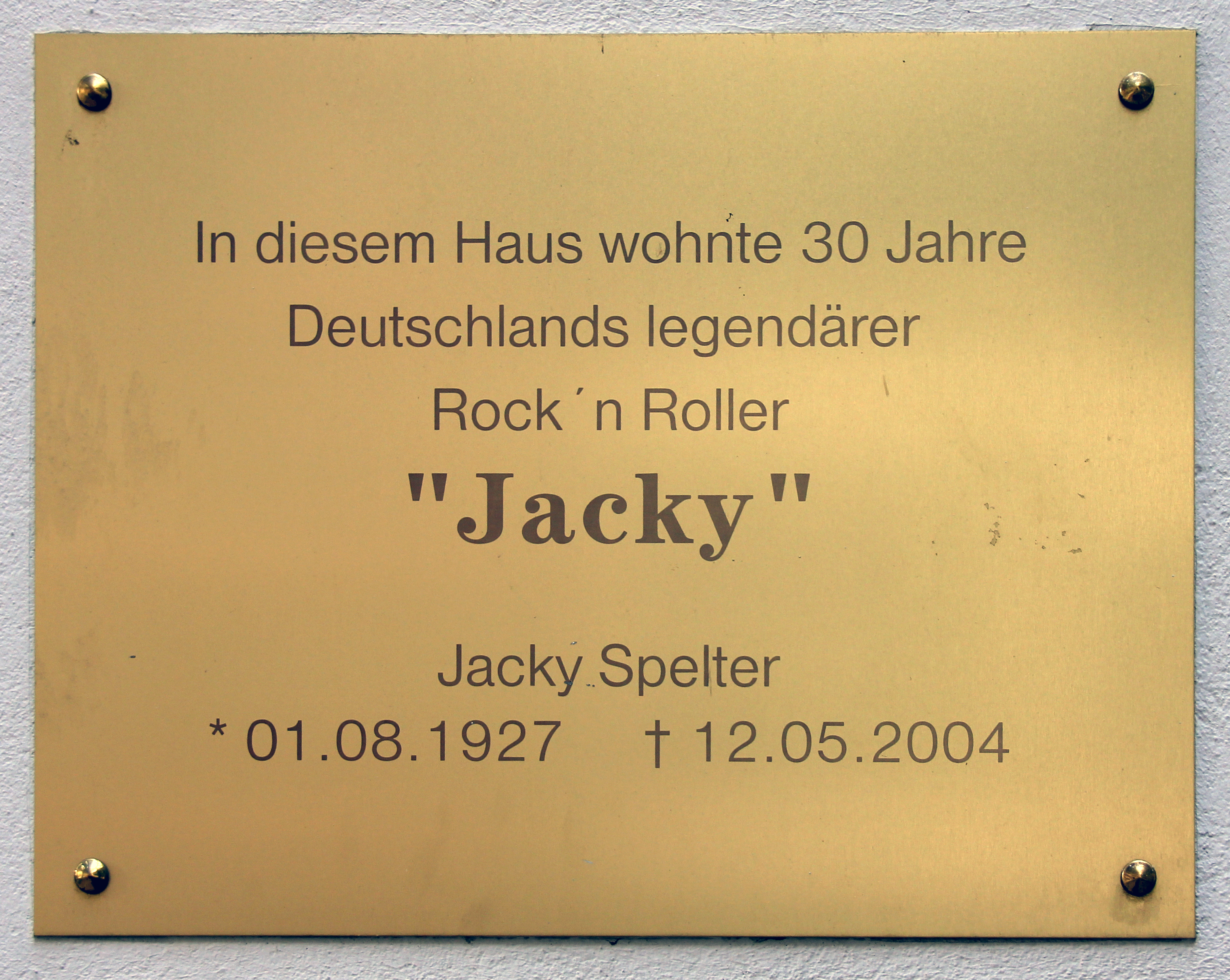
Jacky SpelterDeutschlands legendärer Rock'n Roller

Jacky Spelter (* 1. August 1927 in Wiesbaden; † 12. Mai 2004 in Berlin), geboren als Jakob Spelter, war ein deutscher Musiker und wird als einer der ältesten Rock 'n' Roller Deutschlands bezeichnet.

## Leben und Karriere
Jacky Spelter wurde in Wiesbaden geboren und verbrachte seine Jugend im 2. Weltkrieg. Während seiner Kriegsgefangenschaft in Texas entdeckte er die Musikrichtung „Hillbilly“ und entwickelte eine Leidenschaft für Country-Musik. In dieser Zeit lernte er auch das Gitarrespielen.
Nach seiner Rückkehr nach Deutschland widmete er sich der Musik und trat regelmäßig in amerikanischen Soldatenclubs auf. Es wird erzählt, dass er in Hamburg im Star-Club spielte, wo Bands wie die Beatles noch als „Silver Beetles“ bekannt waren. Jacky pflegte Geschichten zu erzählen, die seine Legende untermauerten – wie zum Beispiel, dass John Lennon einmal mit Jackys Gitarre spielte.
In den letzten 36 Jahren seines Lebens lebte er in Berlin-Neukölln. Bekannt als der „Rummelplatz-Elvis“, war Jacky Spelter eine bekannte Figur in der Nachbarschaft. Er fuhr oft auf einem Motorroller durch die Straßen, stets mit einem Topfhelm, und wurde von seinen Fans auf der Straße begrüßt. Sein Zuhause in der Sanderstraße war eine Hommage an seine musikalischen Helden: Die Wände waren bedeckt mit Postern von Elvis Presley, Chuck Berry, Little Richard und Bill Haley. Auch eigene Auftrittsplakate schmückten die Wände, unter anderem von „Jacky And His Strangers“, seiner Band.

## Persönliches Leben
Jacky war ein Einzelgänger, genoss jedoch die Gesellschaft der Menschen in seinem Umfeld. Er verbrachte viel Zeit damit, sich mit Nachbarn und Ladenbesitzern zu unterhalten, und kochte leidenschaftlich gern. Seine Freundin Heidi kümmerte sich in seinen letzten Jahren um ihn und sie pflegte ihn bis zu seinem Tod.
Neben seiner musikalischen Karriere war Jacky auch als Händler tätig, um seine bescheidene Rente aufzubessern. Er handelte mit Videos über den Zweiten Weltkrieg und sammelte Fernsehschnipsel, in denen er selbst zu sehen war. Seine Wohnung war gefüllt mit Videos, Postern und Erinnerungsstücken seiner Karriere und seiner Leidenschaft für die Musik.

## Tod
In seinen letzten Jahren war Jacky gesundheitlich schwer angeschlagen. Nachdem ihm im Krankenhaus eine Amputation eines Fußes nahegelegt wurde, entschied er sich, die Operation abzulehnen. Kurz darauf hörte er auf zu sprechen, zu essen und seine Medikamente zu nehmen. Jacky Spelter starb schließlich in Anwesenheit seiner Freundin Heidi, die ihm bis zum Schluss zur Seite stand.
Eine Gedenktafel in der Sanderstraße, seinem letzten Wohnsitz, erinnert an den verstorbenen Musiker.

## Vermächtnis
Jacky Spelter bleibt als eine Legende des deutschen Rock ’n’ Roll in Erinnerung. Sein Leben war geprägt von der Liebe zur Musik und dem unermüdlichen Streben, diese Leidenschaft mit anderen zu teilen. In Berlin und darüber hinaus wird er als „Rummelplatz-Elvis“ und als eine unvergessliche Persönlichkeit in der deutschen Musikgeschichte verehrt.